# Copa Libertadores 1998
Die Copa Libertadores 1998, ab diesem Jahr aufgrund des Sponsorings des Autoherstellers Toyota auch Copa Toyota Libertadores, war die 39. Auflage des wichtigsten südamerikanischen Fußballwettbewerbs für Vereinsmannschaften. Es nahmen 21 Mannschaften teil, darunter jeweils die Landesmeister der neun besten CONMEBOL-Länder und die Zweiten sowie zwei Vertreter aus Mexiko und Venezuela, die in der Qualifikation für zwei verbleibende Plätze ermittelt wurden. Das Teilnehmerfeld komplettierte Titelverteidiger Cruzeiro Belo Horizonte. Das Turnier begann am 25. Februar und endete am 26. August 1998 mit dem Final-Rückspiel. Der brasilianische Vertreter CR Vasco da Gama gewann das Finale gegen Barcelona Sporting Club und damit zum ersten Mal die Copa Libertadores.

## Qualifikation
| Pl. | Verein                | Sp. | S | U | N | Tore    | Diff. | Punkte |
| --- | --------------------- | --- | - | - | - | ------- | ----- | ------ |
| 1.  | Chivas de Guadalajara | 4   | 3 | 1 | 0 | 012:500 | +7    | 07     |
| 2.  | Club América          | 4   | 2 | 1 | 1 | 007:300 | +4    | 05     |
| 3.  | FC Caracas            | 4   | 1 | 2 | 1 | 004:600 | −2    | 04     |
| 4.  | Atlético Zulia        | 4   | 0 | 0 | 4 | 004:130 | −9    | 0      |

|                |   |                       | Hinspiel | Rückspiel |
| -------------- | - | --------------------- | -------- | --------- |
| Atlético Zulia | - | Chivas de Guadalajara | 2:3      | 1:4       |
| FC Caracas     | - | Chivas de Guadalajara | 1:1      | 1:4       |
| Atlético Zulia | - | Club América          | 0:2      | 1:4       |
| FC Caracas     | - | Club América          | 1:0      | 1:1       |

## Gruppenphase

### Gruppe 1
| Pl. | Verein                  | Sp. | S | U | N | Tore    | Diff. | Punkte |
| --- | ----------------------- | --- | - | - | - | ------- | ----- | ------ |
| 1.  | América de Cali         | 6   | 3 | 2 | 1 | 010:500 | +5    | 08     |
| 2.  | Barcelona Sporting Club | 6   | 2 | 3 | 1 | 005:300 | +2    | 07     |
| 3.  | Atlético Bucaramanga    | 6   | 2 | 1 | 3 | 005:600 | −1    | 05     |
| 4.  | Deportivo Quito         | 6   | 1 | 2 | 3 | 003:900 | −6    | 04     |

|                         |   |                      | Hinspiel | Rückspiel |
| ----------------------- | - | -------------------- | -------- | --------- |
| Barcelona Sporting Club | - | Deportivo Quito      | 0:0      | 1:1       |
| América de Cali         | - | Atlético Bucaramanga | 2:2      | 1:0       |
| Deportivo Quito         | - | Atlético Bucaramanga | 1:0      | 0:2       |
| Barcelona Sporting Club | - | Atlético Bucaramanga | 2:0      | 0:1       |
| Deportivo Quito         | - | América de Cali      | 0:4      | 1:2       |
| Barcelona Sporting Club | - | América de Cali      | 1:0      | 1:1       |

### Gruppe 2
| Pl. | Verein                | Sp. | S | U | N | Tore    | Diff. | Punkte |
| --- | --------------------- | --- | - | - | - | ------- | ----- | ------ |
| 1.  | Grêmio Porto Alegre   | 6   | 4 | 0 | 2 | 006:500 | +1    | 08     |
| 2.  | CR Vasco da Gama      | 6   | 2 | 2 | 2 | 007:400 | +3    | 06     |
| 3.  | Club América          | 6   | 2 | 2 | 2 | 006:500 | +1    | 06     |
| 4.  | Chivas de Guadalajara | 6   | 2 | 0 | 4 | 002:700 | −5    | 04     |

|                       |   |                     | Hinspiel | Rückspiel |
| --------------------- | - | ------------------- | -------- | --------- |
| Chivas de Guadalajara | - | Club América        | 0:1      | 0:2       |
| Grêmio Porto Alegre   | - | CR Vasco da Gama    | 1:0      | 0:3       |
| Chivas de Guadalajara | - | Grêmio Porto Alegre | 1:0      | 0:2       |
| Club América          | - | Grêmio Porto Alegre | 1:2      | 0:1       |
| Chivas de Guadalajara | - | CR Vasco da Gama    | 1:0      | 0:2       |
| Club América          | - | CR Vasco da Gama    | 1:1      | 1:1       |

### Gruppe 3
| Pl. | Verein               | Sp. | S | U | N | Tore    | Diff. | Punkte |
| --- | -------------------- | --- | - | - | - | ------- | ----- | ------ |
| 1.  | Club Olimpia         | 6   | 4 | 1 | 1 | 014:600 | +8    | 09     |
| 2.  | Colo-Colo            | 6   | 2 | 1 | 3 | 008:100 | −2    | 05     |
| 3.  | Club Cerro Porteño   | 6   | 2 | 1 | 3 | 006:900 | −3    | 05     |
| 4.  | Universidad Católica | 6   | 2 | 1 | 3 | 005:800 | −3    | 05     |

|                    |   |                      | Hinspiel | Rückspiel |
| ------------------ | - | -------------------- | -------- | --------- |
| Club Olimpia       | - | Club Cerro Porteño   | 5:1      | 2:1       |
| Colo-Colo          | - | Universidad Católica | 3:2      | 2:0       |
| Club Cerro Porteño | - | Universidad Católica | 0:0      | 0:1       |
| Club Olimpia       | - | Universidad Católica | 2:0      | 1:2       |
| Club Cerro Porteño | - | Colo-Colo            | 2:0      | 2:1       |
| Club Olimpia       | - | Colo-Colo            | 1:1      | 3:1       |

### Gruppe 4
| Pl. | Verein                | Sp. | S | U | N | Tore    | Diff. | Punkte |
| --- | --------------------- | --- | - | - | - | ------- | ----- | ------ |
| 1.  | Club Bolívar          | 6   | 4 | 1 | 1 | 009:700 | +2    | 09     |
| 2.  | Club Atlético Peñarol | 6   | 3 | 1 | 2 | 012:500 | +7    | 07     |
| 3.  | Nacional Montevideo   | 6   | 2 | 0 | 4 | 011:120 | −1    | 04     |
| 4.  | Oriente Petrolero     | 6   | 1 | 2 | 3 | 007:150 | −8    | 04     |

|                       |   |                       | Hinspiel | Rückspiel |
| --------------------- | - | --------------------- | -------- | --------- |
| Club Bolívar          | - | Oriente Petrolero     | 3:2      | 1:1       |
| Club Atlético Peñarol | - | Nacional Montevideo   | 2:1      | 4:1       |
| Oriente Petrolero     | - | Club Atlético Peñarol | 0:0      | 1:6       |
| Club Bolívar          | - | Club Atlético Peñarol | 1:0      | 1:0       |
| Oriente Petrolero     | - | Nacional Montevideo   | 2:1      | 1:4       |
| Club Bolívar          | - | Nacional Montevideo   | 2:0      | 1:4       |

### Gruppe 5
| Pl. | Verein           | Sp. | S | U | N | Tore    | Diff. | Punkte |
| --- | ---------------- | --- | - | - | - | ------- | ----- | ------ |
| 1.  | River Plate      | 6   | 5 | 1 | 0 | 015:600 | +9    | 11     |
| 2.  | Alianza Lima     | 6   | 2 | 1 | 3 | 005:700 | −2    | 05     |
| 3.  | CA Colón         | 6   | 2 | 1 | 3 | 005:800 | −3    | 05     |
| 4.  | Sporting Cristal | 6   | 1 | 1 | 4 | 007:110 | −4    | 03     |

|                  |   |                  | Hinspiel | Rückspiel |
| ---------------- | - | ---------------- | -------- | --------- |
| Alianza Lima     | - | Sporting Cristal | 1:0      | 2:3       |
| CA Colón         | - | River Plate      | 1:2      | 1:4       |
| CA Colón         | - | Sporting Cristal | 1:0      | 1:1       |
| Alianza Lima     | - | River Plate      | 1:1      | 0:2       |
| CA Colón         | - | Alianza Lima     | 1:0      | 0:1       |
| Sporting Cristal | - | River Plate      | 2:3      | 1:3       |

## Achtelfinale
|                         | Gesamt          |                         | Hinspiel | Rückspiel |
| ----------------------- | --------------- | ----------------------- | -------- | --------- |
| Club Cerro Porteño      | 3:1             | América de Cali         | 1:0      | 2:1       |
| Nacional Montevideo     | 1:5             | Grêmio Porto Alegre     | 1:1      | 0:4       |
| CA Colón                | 3:3 (2:1 i. E.) | Club Olimpia            | 3:2      | 0:1       |
| Atlético Bucaramanga    | 1:3             | Club Bolívar            | 1:2      | 0:1       |
| Club América            | 1:2             | River Plate             | 1:1      | 0:1       |
| Barcelona Sporting Club | 4:3             | Colo-Colo               | 2:1      | 2:2       |
| Alianza Lima            | 3:3 (1:3 i. E.) | Club Atlético Peñarol   | 1:0      | 1:2       |
| CR Vasco da Gama        | 2:1             | Cruzeiro Belo Horizonte | 2:1      | 0:0       |

## Viertelfinale
|                       | Gesamt |                         | Hinspiel | Rückspiel |
| --------------------- | ------ | ----------------------- | -------- | --------- |
| Grêmio Porto Alegre   | 1:2    | CR Vasco da Gama        | 1:1      | 0:1       |
| River Plate           | 5:2    | CA Colón                | 2:1      | 3:1       |
| Club Bolívar          | 1:5    | Barcelona Sporting Club | 1:1      | 0:4       |
| Club Atlético Peñarol | 2:3    | Club Cerro Porteño      | 2:0      | 0:3       |

## Halbfinale
|                         | Gesamt          |                    | Hinspiel | Rückspiel |
| ----------------------- | --------------- | ------------------ | -------- | --------- |
| CR Vasco da Gama        | 2:1             | River Plate        | 1:0      | 1:1       |
| Barcelona Sporting Club | 2:2 (4:3 i. E.) | Club Cerro Porteño | 1:0      | 1:2       |

## Finale

### Hinspiel
| CR Vasco da Gama                                                    | CR Vasco da Gama | Barcelona Sporting Club | Barcelona Sporting Club |
| ------------------------------------------------------------------- | --- | --- | ----------------------- |
| CR Vasco da Gama                                                    | \| 12. August 1998 in Rio de Janeiro, Brasilien (Estádio São Januário) \| \| Ergebnis: 2:0 (2:0) \| \| Zuschauer: 35.000 \| \| Schiedsrichter: Gustavo Méndez ( Uruguay) \|       | \| 12. August 1998 in Rio de Janeiro, Brasilien (Estádio São Januário) \| \| Ergebnis: 2:0 (2:0) \| \| Zuschauer: 35.000 \| \| Schiedsrichter: Gustavo Méndez ( Uruguay) \|                                                                                                 | Barcelona Sporting Club |
| CR Vasco da Gama                                                    | Carlos Germano – Vágner (65. Vítor), Mauro Galvão, Odvan, Felipe, Luisinho, Nasa, Pedrinho (66. Ramon Menezes), Juninho Pernambucano, Donizete, Luizão Cheftrainer: Antônio Lopes | José Cevallos – Luis Gómez (37. Wagner Rivera), Jimmy Montanero, Hólger Quiñónez, Luis Capurro, Julio César Rosero (46. Héctor Carabalí), Roberto Macías (58. Fricson George), Marcelo Morales, Washington Aires, Nicolás Asencio, Antony de Ávila Cheftrainer: Rubén Insúa | Barcelona Sporting Club |
| CR Vasco da Gama                                                    | 1:0 Donizete (7.) 2:0 Luizão (35.) | | Barcelona Sporting Club |
| 12. August 1998 in Rio de Janeiro, Brasilien (Estádio São Januário) | | |                         |
| Ergebnis: 2:0 (2:0)                                                 | | |                         |
| Zuschauer: 35.000                                                   | | |                         |
| Schiedsrichter: Gustavo Méndez ( Uruguay)                           | | |                         |

### Rückspiel
| Barcelona Sporting Club                                                        | Barcelona Sporting Club | CR Vasco da Gama | CR Vasco da Gama |
| ------------------------------------------------------------------------------ | --- | --- | ---------------- |
| Barcelona Sporting Club                                                        | \| 26. August 1998 in Guayaquil, Ecuador (Estadio Monumental Isidro Romero Carbo) \| \| Ergebnis: 1:2 (0:2) \| \| Zuschauer: 72.000 \| \| Schiedsrichter: Javier Castrilli ( Argentinien) \|                                    | \| 26. August 1998 in Guayaquil, Ecuador (Estadio Monumental Isidro Romero Carbo) \| \| Ergebnis: 1:2 (0:2) \| \| Zuschauer: 72.000 \| \| Schiedsrichter: Javier Castrilli ( Argentinien) \| | CR Vasco da Gama |
| Barcelona Sporting Club                                                        | José Cevallos – Jimmy Montanero, Raúl Noriega (46. Washington Aires), Hólger Quiñónez, Luis Gómez, Marcelo Morales, Héctor Carabalí, Nicolás Asencio, Fricson George, Antony de Ávila, Agustín Delgado Cheftrainer: Rubén Insúa | Carlos Germano – Vágner, Odvan, Mauro Galvão, Felipe, Luisinho Nasa, Juninho Pernambucano, Pedrinho (75. Ramon Menezes), Donizete, Luizão (82. Alex Pinho) Cheftrainer: Antônio Lopes        | CR Vasco da Gama |
| Barcelona Sporting Club                                                        | 1:2 Antony de Ávila (79.) | 0:1 Luizão (25.) 0:2 Donizete (45.) | CR Vasco da Gama |
| 26. August 1998 in Guayaquil, Ecuador (Estadio Monumental Isidro Romero Carbo) | | |                  |
| Ergebnis: 1:2 (0:2)                                                            | | |                  |
| Zuschauer: 72.000                                                              | | |                  |
| Schiedsrichter: Javier Castrilli ( Argentinien)                                | | |                  |